# عبد الله السميط
عبد الله أحمد عبد العزيز السميط (1925 - 2013) وزير الكهرباء والماء الكويتي السابق مُنذ عام 1967 حتى 1971.

## السيرة الشخصية
ولد بالكويت، وهو من مواليد 1925 وتلقى تعليمه بالمدرسة المباركية، بدأ حياته السياسية بالترشح لانتخابات مجلس الأمة في فصله التشريعي الأول عام 1963 عن الدائرة الثالثة (الشويخ)، وعين وزيراً للكهرباء والماء في التشكيل الوزاري الذي صدر بتاريخ 3 يناير 1965، أثناء عقد مجلس الأمة فصله التشريعي الأول، وإثر وفاة أمير الكويت الراحل الشيخ عبد الله السالم، تقدمت الحكومة برئاسة الشيخ صباح السالم الصباح باستقالتها بتاريخ 27 نوفمبر 1965، ثم ضمه رئيس الحكومة آنذاك الشيخ جابر الأحمد الصباح، مرة أخرى في نفس العام بتاريخ 4 ديسمبر إلى التشكيلة الوزارية، وأعيد تعيينه وزيراً للكهرباء والماء بتاريخ 4 فبراير 1967، وبقي في منصبه حتى أنهى مجلس الأمة فصله التشريعي الثاني، ليستقيل عام 1971 ويتنازل عن كرسي الوزارة، وهو من موقّعي عريضة الرئيس السابق لمجلس الشورى ومجلس الامة الكويتي الثاني عبد العزيز الصقر الداعية إلى مقاطعة المجلس الوطني الكويتي.